# Nujabes
Дзюн Сэба (яп. 瀬葉 潤 Сэба Дзюн, 7 февраля 1974 года — 26 февраля 2010 года) — японский музыкальный продюсер и DJ, более известный как Nujabes (обратное прочтение имени Дзюн Сэба). Автор саундтрека к японскому аниме-сериалу «Самурай Чамплу».

## Биография
Сэба Дзюн родился в Токио 7 февраля 1974 года. В 1996 году он начал карьеру под псевдонимом Nujabes. Nujabes был основателем и владельцем нескольких звукозаписывающих компаний, таких как «T Records», «Guinness Records», «Hyde-Out Productions» и «Indie record». В Японии он выпустил два полноформатных альбома (не считая компиляций, микстейпов, дисков, вышедших после его смерти), а также написал большую часть композиций для мультипликационного сериала Самурай Чамплу. На Родине его считают одним из самых плодовитых авторов, сочетающих в своей музыке хип-хоп и джазовые мелодии. Он семплировал таких джазменов, как Барри Харрис и Юcеф Латиф.
26 февраля 2010 года Дзюн Сэба попал в дорожно-транспортное происшествие на автостраде Сюто. Умер в больнице, в 36-летнем возрасте. После его смерти вышел ещё один альбом музыканта, из неизданного ранее и нового материала. Также свет увидели несколько посвященных Nujabes сборников, которые выпустили коллеги и почитатели творчества хип-хоп продюсера.

## Дискография

### Студийные альбомы
| Год  | Название           |
| ---- | ------------------ |
| 2003 | Metaphorical Music |
| 2005 | Modal Soul         |
| 2011 | Spiritual State    |

### Сборники и компиляции
| Год  | Название                           |
| ---- | ---------------------------------- |
| 2003 | Hydeout Productions 1st Collection |
| 2004 | Ristorante Mixtape NUJABES         |
| 2007 | Hydeout Productions 2nd Collection |
| 2008 | Modal Soul Classics                |
| 2010 | Modal Soul Classics II             |
| 2015 | Luv(Sic) Hexalogy                  |

### Избранные синглы
| Год  | Название                          |
| ---- | --------------------------------- |
| 2002 | Luv (Sic.) Part 1                 |
| 2002 | Luv (Sic.) Part 2                 |
| 2003 | Lady Brown 12"                    |
| 2003 | Still Talking To You bw Steadfast |